# Plutarchia angulata
Plutarchia angulata är en ljungväxtart som beskrevs av A. C. Smith. Plutarchia angulata ingår i släktet Plutarchia och familjen ljungväxter. Inga underarter finns listade i Catalogue of Life.